# Brytyjska Formuła 2
Brytyjska Formuła 2 – rozgrywany w latach 1957–1972 (z przerwami) w Wielkiej Brytanii cykl wyścigów samochodowych według przepisów Formuły 2.

## Mistrzowie
| Sezon | Mistrz        | Zespół                      | Samochód            |
| ----- | ------------- | --------------------------- | ------------------- |
| 1957  | Tony Marsh    | Tony Marsh                  | Cooper T43-Climax   |
| 1958  | Jack Brabham  | Cooper Car Company          | Cooper T45-Climax   |
| 1959  | Stirling Moss | RRC Walker Racing Team      | Cooper T43-Borgward |
| 1960  | Jackie Lewis  | H&L Motors Alan Brown       | Cooper T45-Climax   |
| 1964  | Mike Spence   | Ron Harris Team Lotus       | Lotus 32-Ford       |
| 1965  | Jim Clark     | Ron Harris Team Lotus       | Lotus 35-Ford       |
| 1966  | Jack Brabham  | Brabham Racing Organisation | Brabham BT21-Honda  |
| 1967  | Jochen Rindt  | Winkelmann Racing           | Brabham BT23-Ford   |
| 1972  | Niki Lauda    | March Engineering           | March 722-Ford      |